# آسیمینا
آسیمینا (نام علمی: Asimina) نام یک سرده از فرمانرو گیاه است.